# Euphumosia similis
Euphumosia similis är en tvåvingeart som beskrevs av Paramonov 1961. Euphumosia similis ingår i släktet Euphumosia och familjen spyflugor. Inga underarter finns listade i Catalogue of Life.